# Eduardo Lago
Pour les articles homonymes, voir Lago.
Eduardo Lago Martínez, né le 15 juin 1954  à Madrid, est un écrivain, traducteur et critique espagnol.

## Biographie
Il vit à New York depuis 1987. Il y dirige l’Institut Cervantes.
Il obtient le prix Nadal en 2006 pour Llámame Brooklyn (Appelle-moi Brooklyn).

## Œuvres traduites en français
- Appelle-moi Brooklyn [« Llámame Brooklyn »], trad. d’André Gabastou, Paris, Éditions Stock, coll. « La Cosmopolite », 2009, 428 p.  (ISBN 978-2-234-06158-3)[2],[1]
- Voleur de cartes [« Ladrón de mapas »], trad. d’André Gabastou, Paris, Éditions Stock, coll. « La Cosmopolite », 2010, 338 p.  (ISBN 978-2-234-06320-4)[3]